# Paepalanthus mellii
Paepalanthus mellii är en gräsväxtart som beskrevs av Harold Norman Moldenke. Paepalanthus mellii ingår i släktet Paepalanthus och familjen Eriocaulaceae. Inga underarter finns listade i Catalogue of Life.